# Claude Chastillon
Claude Chastillon est un architecte, un ingénieur et un topographe au service du roi de France Henri IV. Né en 1559 ou 1560 à Châlons-en-Champagne, il meurt le 27 avril 1616 dans cette même ville. Il y est inhumé avec son épouse dans l'église Notre-Dame-en-Vaux.
Il devient topographe du roi en 1592. Trois ans plus tard, il reçoit le titre d'ingénieur royal.

## Œuvre
Après avoir parcouru la France et d'autres pays limitrophes, il dessine de très nombreux lieux visités, constituant par là un témoignage unique de l'état de ces endroits à la fin du XVIe siècle et au début du XVIIe. Son œuvre considérable est constituée de gravures dont 534 sont rassemblées dans une édition posthume parue en 1641 intitulée Topographie française. Des « villes, bourgs, châteaux, maisons de plaisance, remises et vestiges de l'antiquité du royaume de France» y sont représentés, auxquels sont ajoutées des scènes de batailles livrées par Henri IV et quelques villes étrangères. Une deuxième édition de cet ouvrage est tirée en 1648, puis une troisième en 1655.
Parmi ces gravures, citons, entre autres, « Lexelent Bastiment de la Tour ou Phanal de Cordouan », le « Portrait du Magnifique Bastiment de la Maison de Ville de Paris » ou le « Grand Collège roial basti à Paris du Regne de Henri le Grand, 4è du nom, roy de France et de Navarre », futur Collège de France, qu'il dessine en 1612.

## Architecture
À partir de 1605, il travaille comme architecte aux côtés de Jacques II Androuet du Cerceau pour la conception de la place Royale, actuelle place des Vosges à Paris.
Cette commande, émanant du roi Henri IV, voit ses travaux se terminer en 1612. La place fut alors inaugurée à l'occasion des fiançailles de Louis XIII et d'Anne d'Autriche. Ayant reçu du roi une parcelle sur la place, Claude Chastillon y fit construire son propre hôtel au no 10.
Il est missionné pour le projet de reconstruction d'un pont à Rouen pour franchir la Seine. Un dessin original en couleur, de 8 mètres de long et daté de 1608, préfigure les détails de ce travail.

## Liste des lieux topographiés par Claude Chastillon
Classement alphabétique et date

### Antiquités
- Arcs de Parigny, ancien aqueduc situé aux environs de Poitiers
- Arènes de Poitiers
- Ruines des thermes antiques de Cluny à Paris, 1610
- Vestige du pont-aqueduc de Jouy-aux-Arches, 1614

### Villes

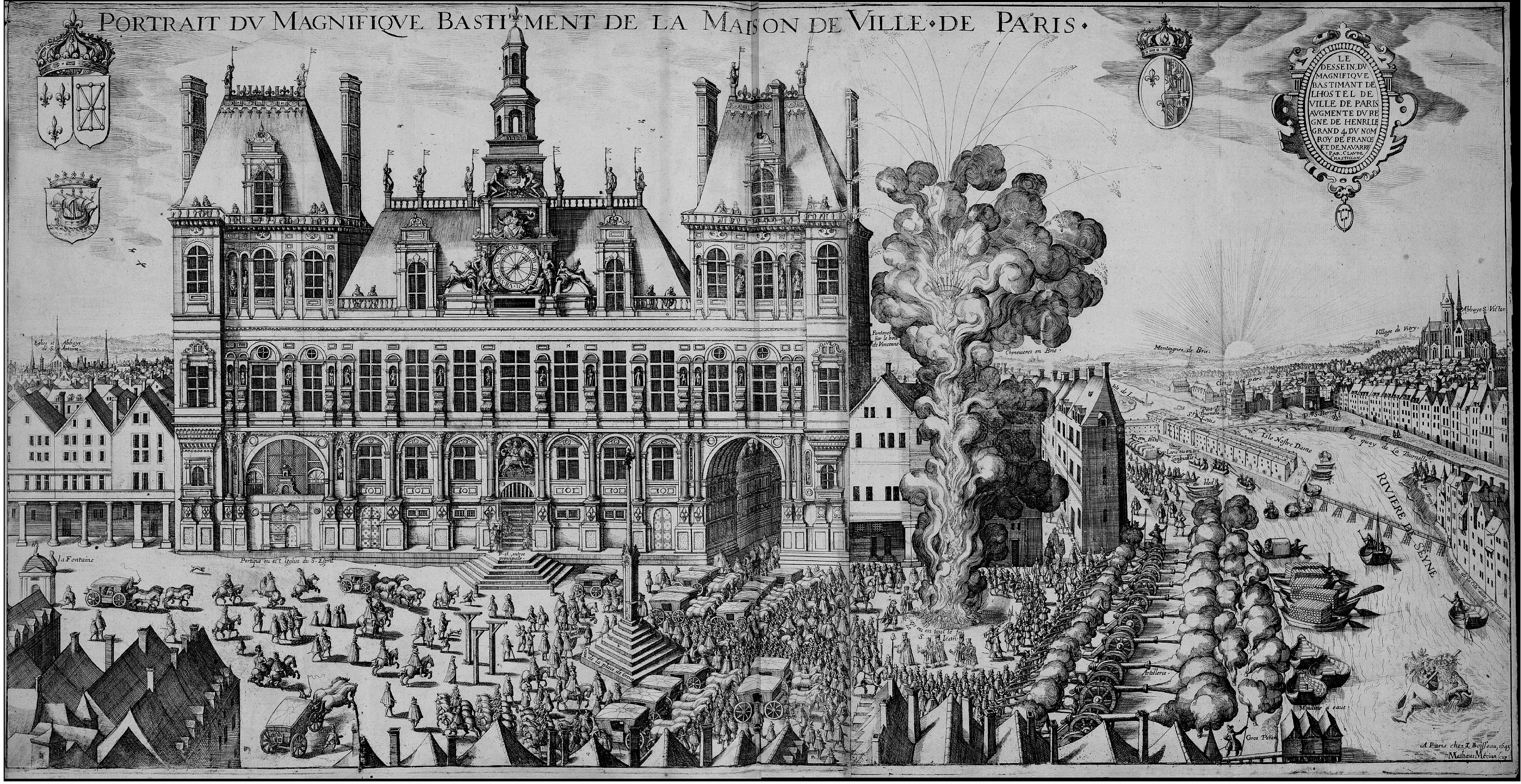
Paris, l'Hôtel de ville et la place de Grève vers 1610.

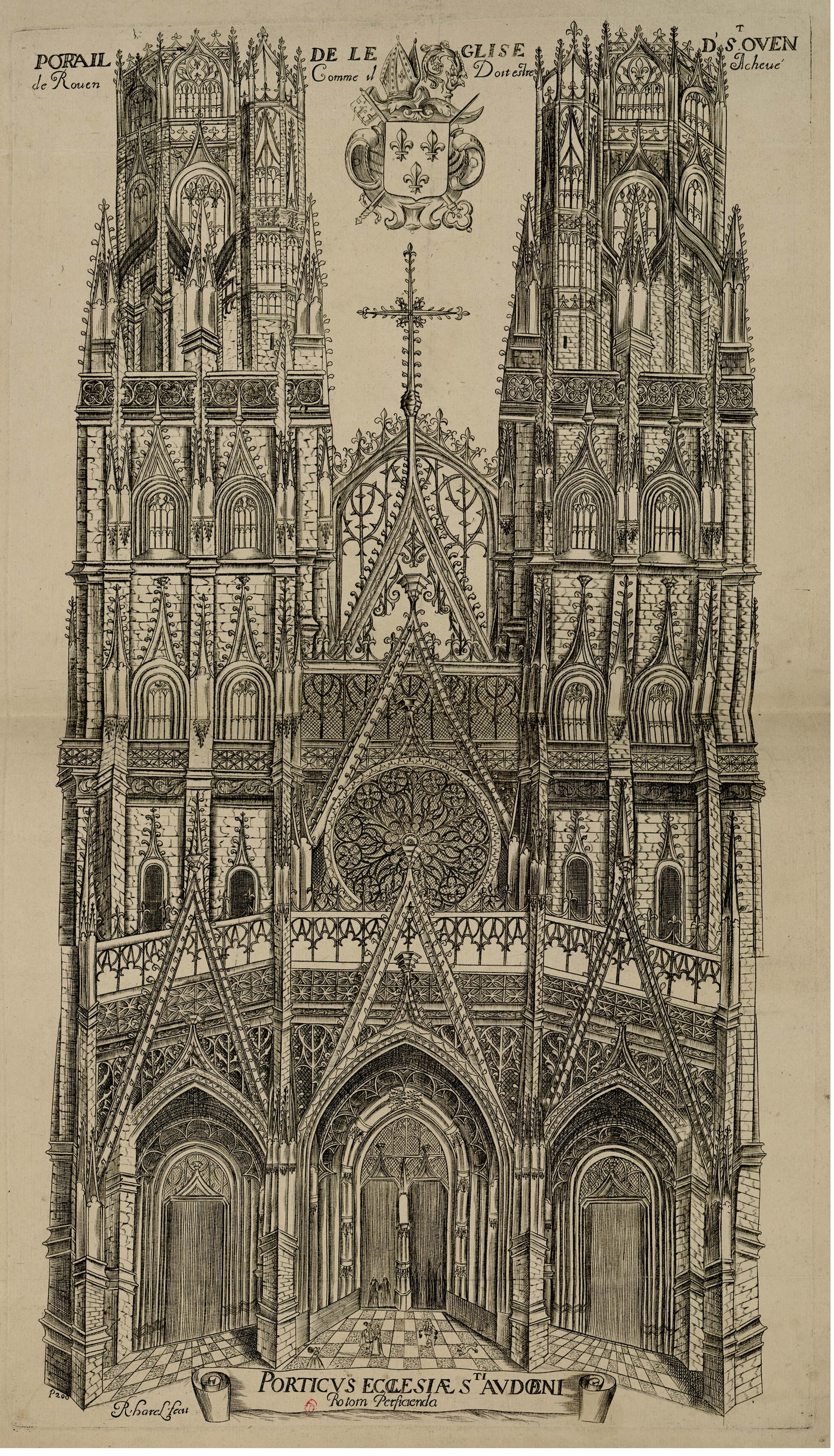
L'église Saint-Ouen de Rouen telle qu'elle aurait dû être au début du XVIIe siècle.

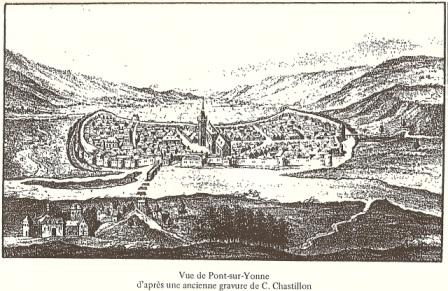
La ville de Pont-sur-Yonne.

- ville d'Amiens pendant le siège de la ville en 1597 ;
- Ville d'Attigny ;
- Ville d'Aÿ ;
- Ville de Bisseuil, siège de 1590 ;
- Ville de Châlons-en-Champagne, 3 planches ;
- Ville de Châteauneuf-sur-Loire ;
- Ville de Chastillon sur Loing ;
- Ville de Corbeil ;
- Ville de Coulommiers, vers 1600 ;
- Ville de Dinant ;
- Ville de Donchery ;
- Ville de Dormans ;
- Ville d'Épernay
- Ville d'Épernay, pendant le siège de la ville par Henri IV ;
- Ville d'Epernon ;
- Ville d'Entrains ;
- Ville de Etain (Meuse) ;
- Ville de Genève ;
- Ville de Gallardon ;
- Ville de la Guerche ;
- Ville de Huy ;
- Ville de Jargeau ;
- Ville de Janville ;
- Ville de Lagny-sur-Marne ;
- Ville de Lormes ;
- Ville de Mézières (Charleville-Mézières) ;
- Ville de Mantes ;
- Ville de Mareuil-sur-Aÿ ;
- Ville de Maubert-Fontaine, 2 planches ;
- Ville de Méry-sur-Seine ;
- Ville de Montmirail ;
- Ville de Mouzon ;
- Ville de Niort ;
- Ville de Nogent-sur-Seine ;
- Ville de Paris ;
- Ville de Poitiers ;
- Ville de Pontoise ;
- Ville de Pont-sur-Seine ;
- Ville de Pont-sur-Yonne ;
- Ville de Provins ;
- Ville de Reims, 2 planches ;
- Ville de Rethel ;
- Ville de Rocroi ;
- Ville de Rouen ;
- Ville de Saint-Dizier ;
- Ville de Sainte Menehould, 2 planches ;
- Ville de Saint-Jean-d'Angély ;
- Ville de Sedan ;
- Ville de Sézanne, l'estampe est légendée de la sorte La petite ville de Sezanne en Brye ;
- Ville et château de Royan, 1604 ;
- Ville de Vertus ;
- Ville de Vitry-en-Perthois ;
- Ville de Vitry le François.

### Châteaux
```
 Château d'Aulnay (depuis A. de Saintonge) 
```

- Château de Beaugency
- Château de Baugy
- Château de Beauté-sur-Marne
- Château de Bonnivet
- Château de Chapelaine, à Vassimont-et-Chapelaine

```
 Château de Chef-Boutonne  ?
```

- Château de Chilly-Mazarin
- Château de Conflans, à Villeseneux, 1616.
- Château de Coucy
- Château de Châtelaillon (légendé « château de César », gravure controversée).
- Château de Dampierre-sur-Boutonne
- Château de Gournay
- Château du Grand-Pressigny
- Château de La Guerche
- Château de Jussy
- Donjon d'Étampes
- Château de Meillant
- Château de Meudon
- Château du Mont Aimé
- Château de Charmois - Mouzay
- Château de Montceaux
- Château de Montlhéry
- Citadelle de Montmélian
- Château de Nemours
- Château-Neuf de Saint-Germain-en-Laye
- Château de Poitiers
- Donjon de Pons
- Château de Previlly
- Château et fort Saint-Jacques en Tarentaise, 1600
- Château de la Roche-Guyon

```
 Château d'Oiron 
 Château de Sainte-Néomaye (à confirmer)
```

- Château de Sancerre lors du siège de 1572
- Château de Savigny-sur-Orge
- Château de Sept-Saulx
- Château de Targé, à Châtellerault
- Château de Tours
- Château de Vayres

### Autres édifices
- Place des Vosges (Le Grand Carrousel donné sur la place Royale (Place des Vosges) à Paris le 5 avril 1612)
- Place Dauphine à Paris
- Hôpital Saint-Louis (Paris) 1607
- Collège royal à Paris
- Hôtel de ville de Paris
- Cathédrale Saint-Pierre de Poitiers
- Ancienne Salle des Plaids du Palais de Poitiers
- Chapelle Notre-Dame de Montfort, 1615 (légendée à tort comme étant la chapelle Notre-Dame de la cathédrale de Lisieux)
- Phare de Cordouan
- Bains gothiques de Châteauneuf-sur-Loire

### Autres lieux
- Projet de la porte et de la place de France à Paris, 1610
- La charge de Pringy. 1589 (quatre dessins sur même planche).

## Œuvres en ligne
- Gravures en ligne sur Gallica
- Topographie française, 1655

## Gravures

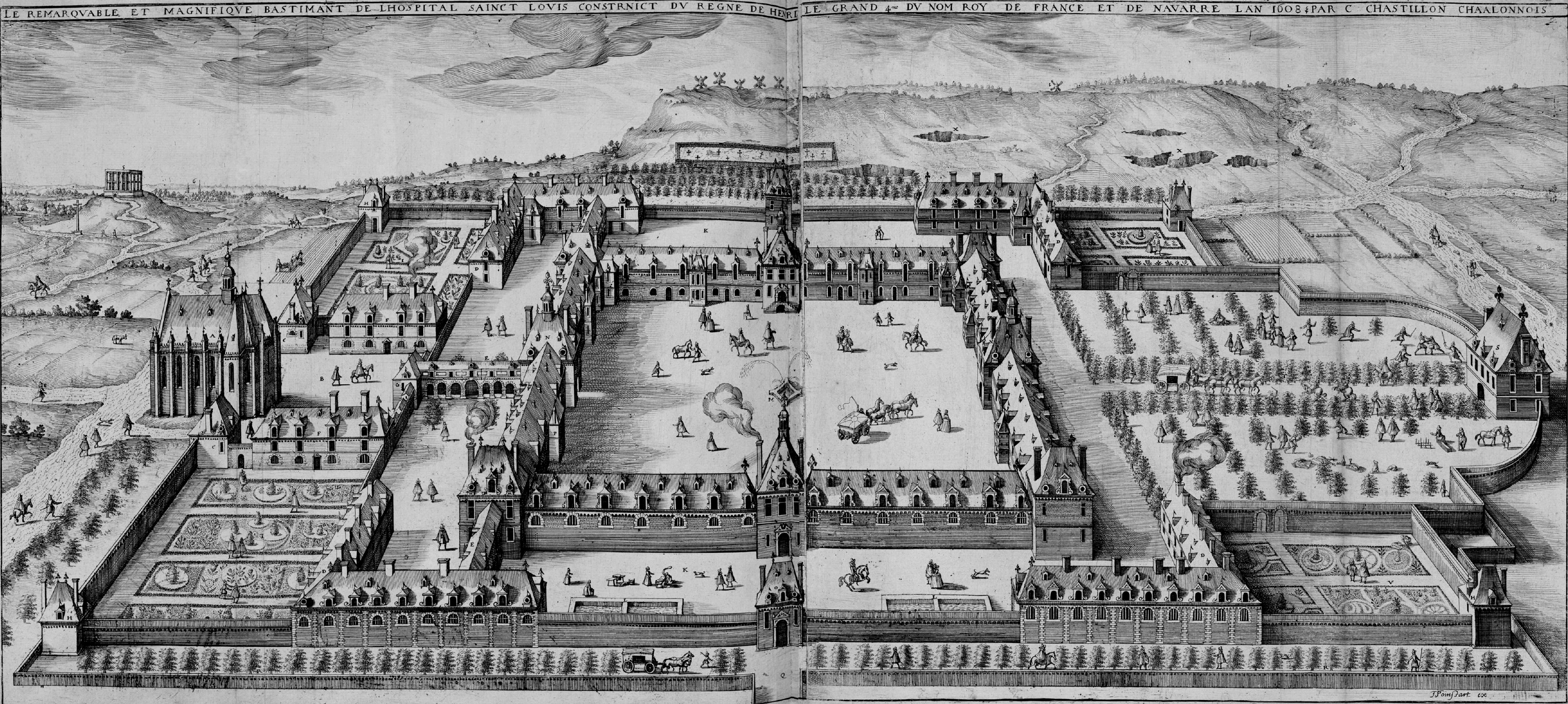
L'Hôpital Saint-Louis (Paris) en 1608
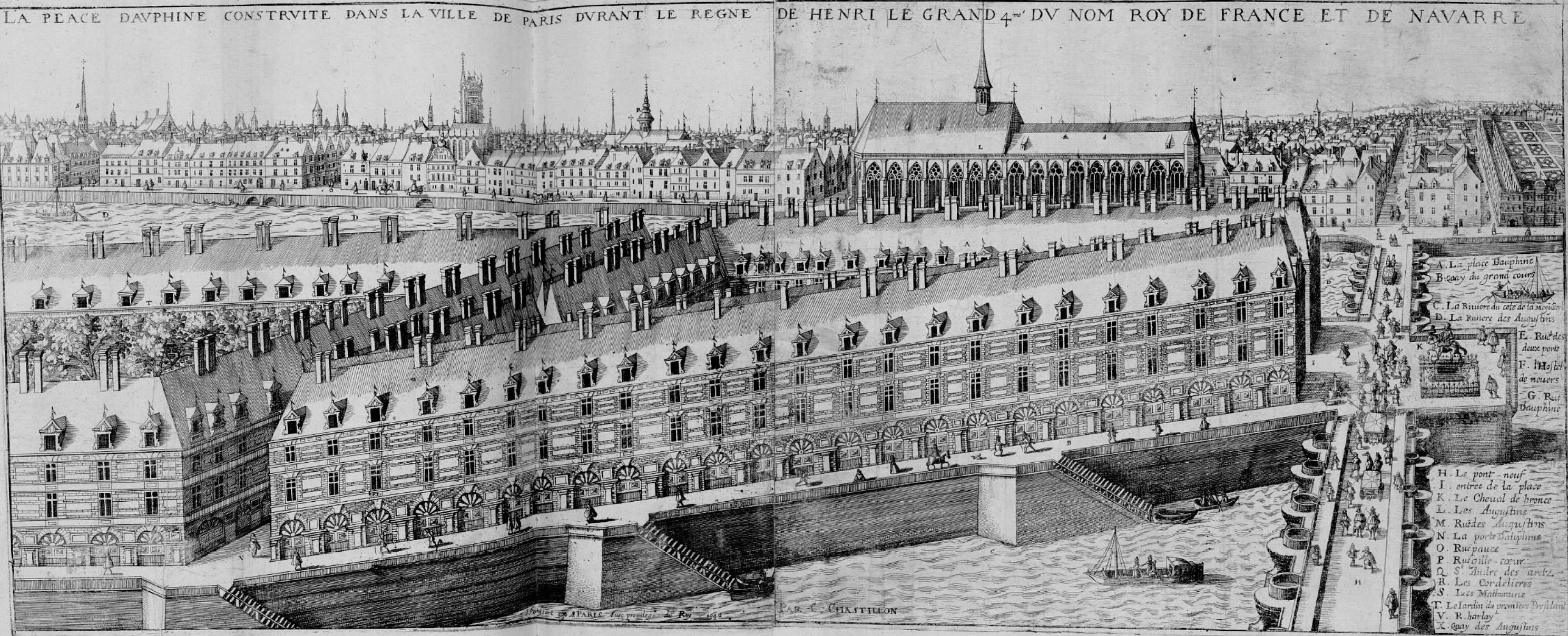
La Place Dauphine à Paris, au début du XVIIe siècle
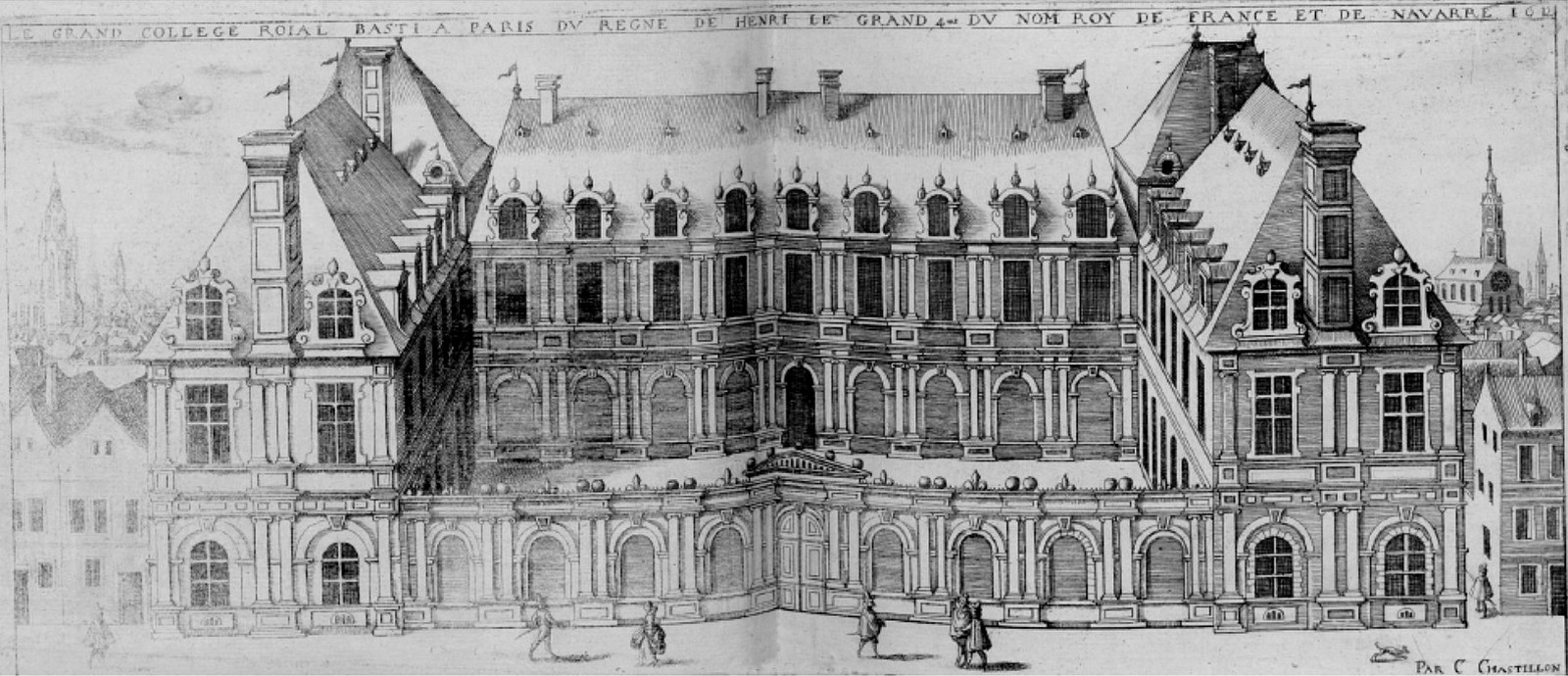
Le Collège royal à Paris, dessiné en 1612
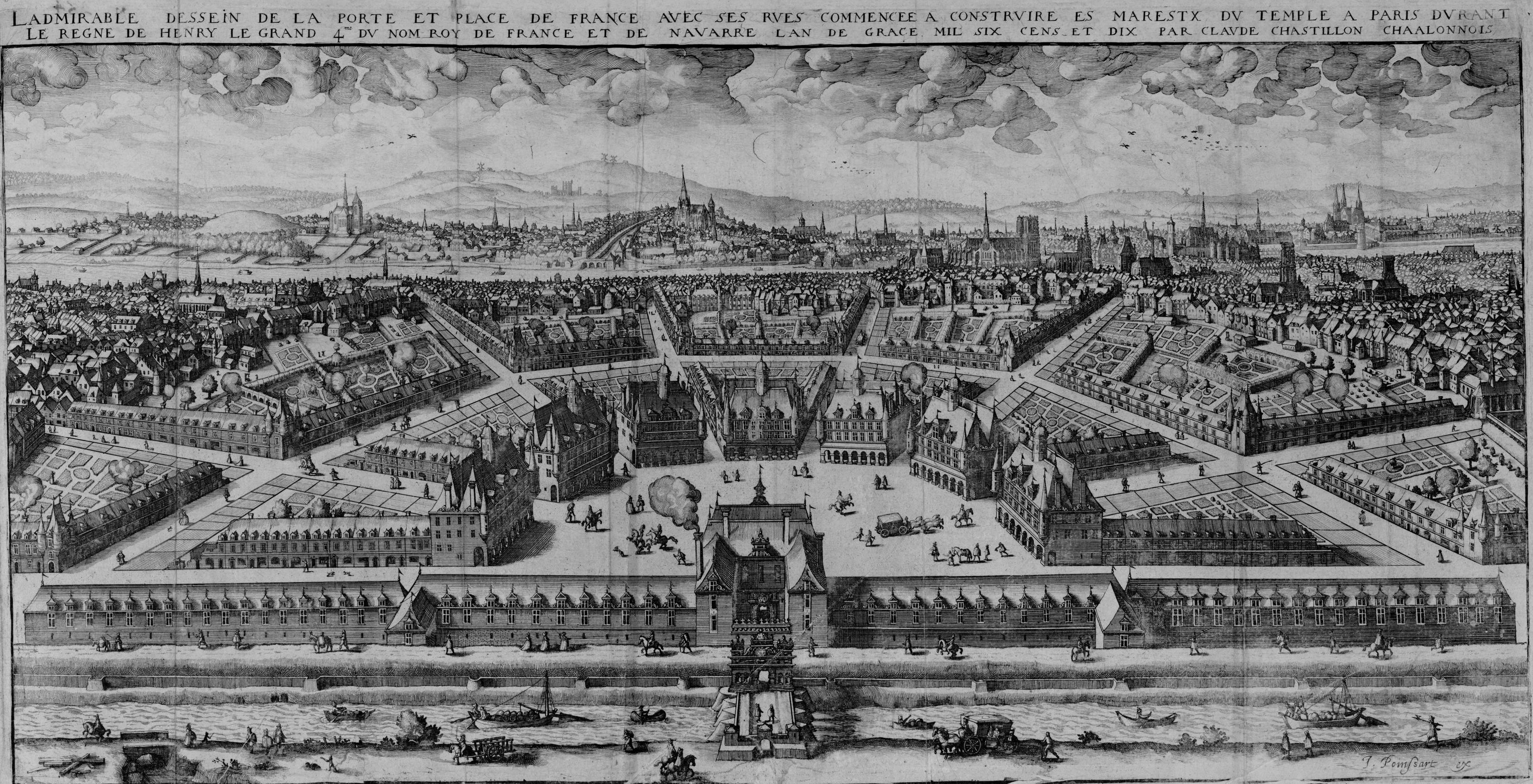
Projet de la Place de France (Paris) en 1610
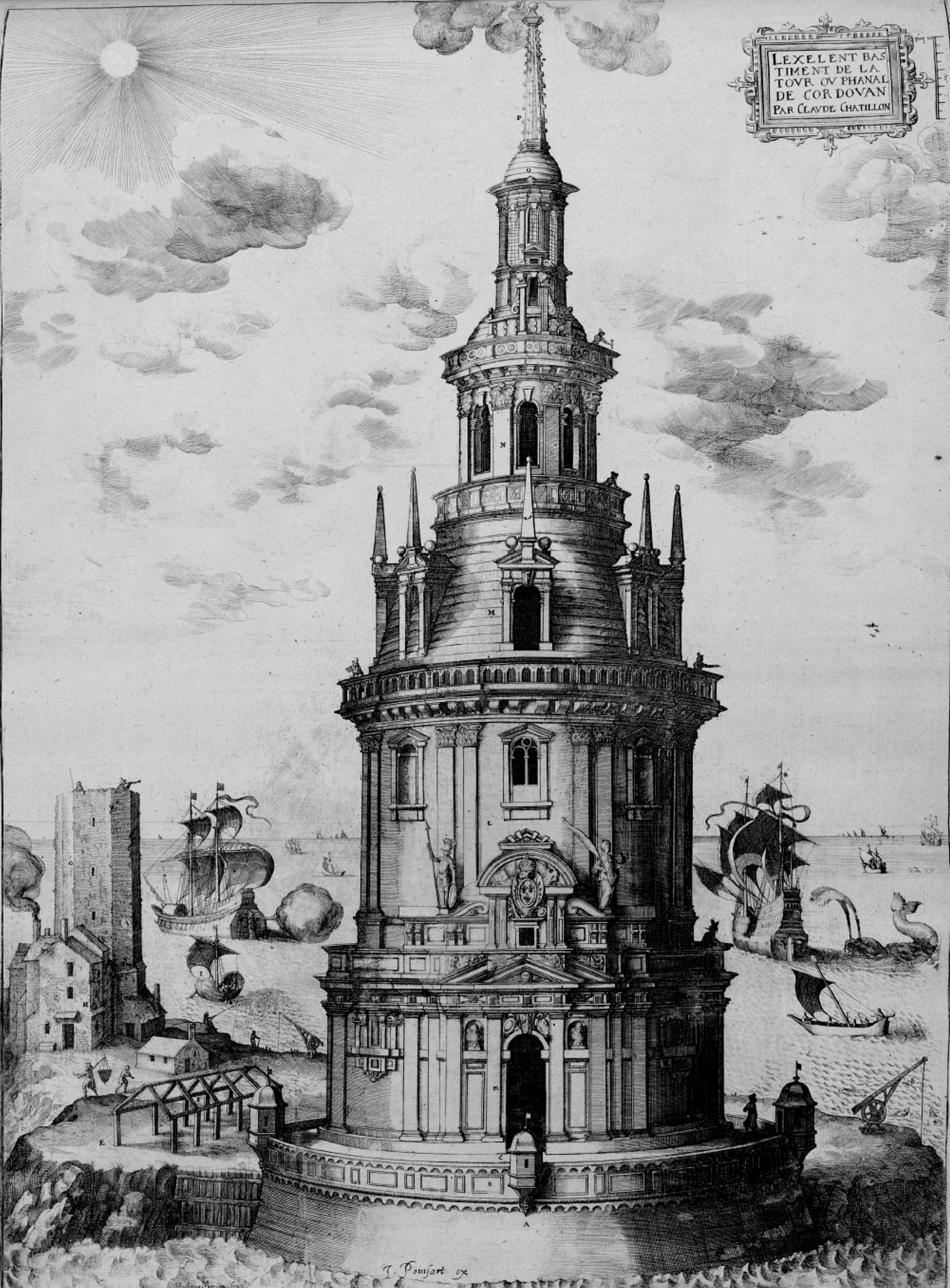
Le Phare de Cordouan au XVIIe siècle
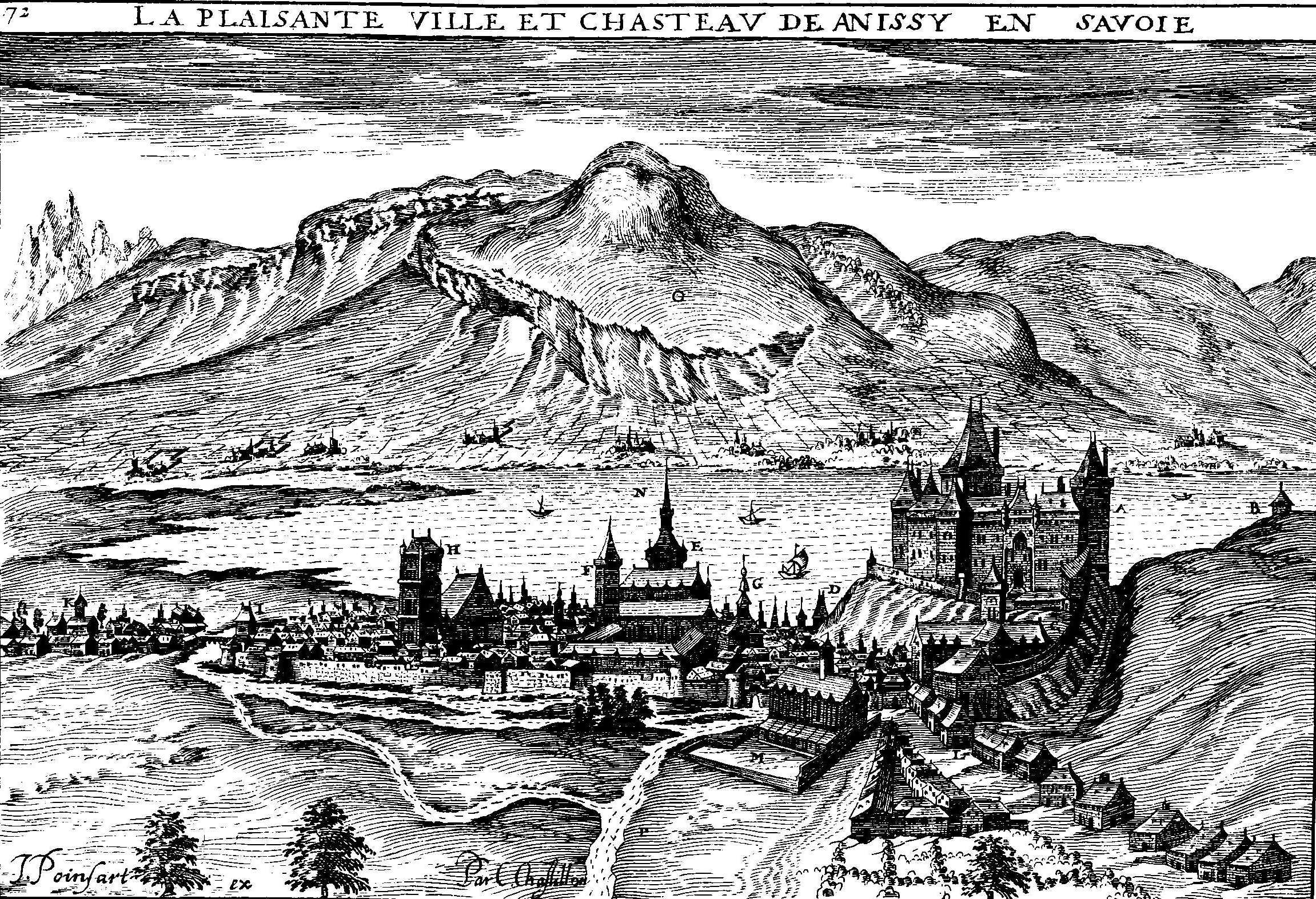
La ville d'Annecy et son château
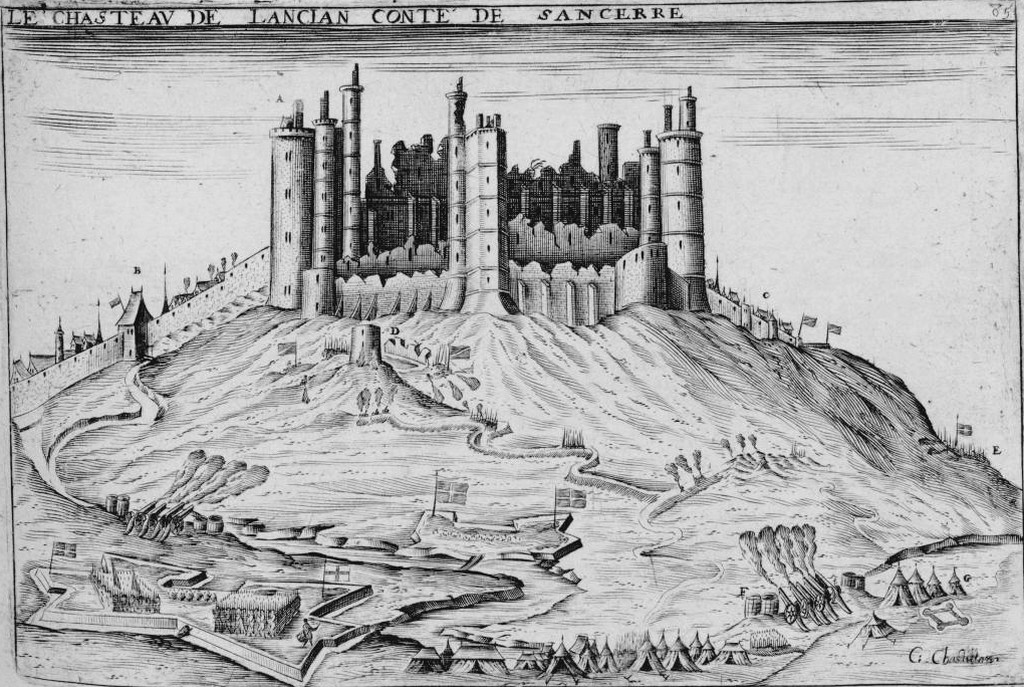
Le Siège de Sancerre
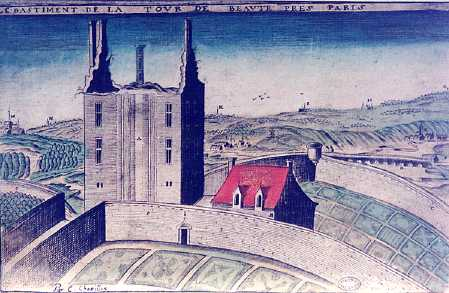
L'ancien Château de Beauté-sur-Marne à Nogent-sur-Marne
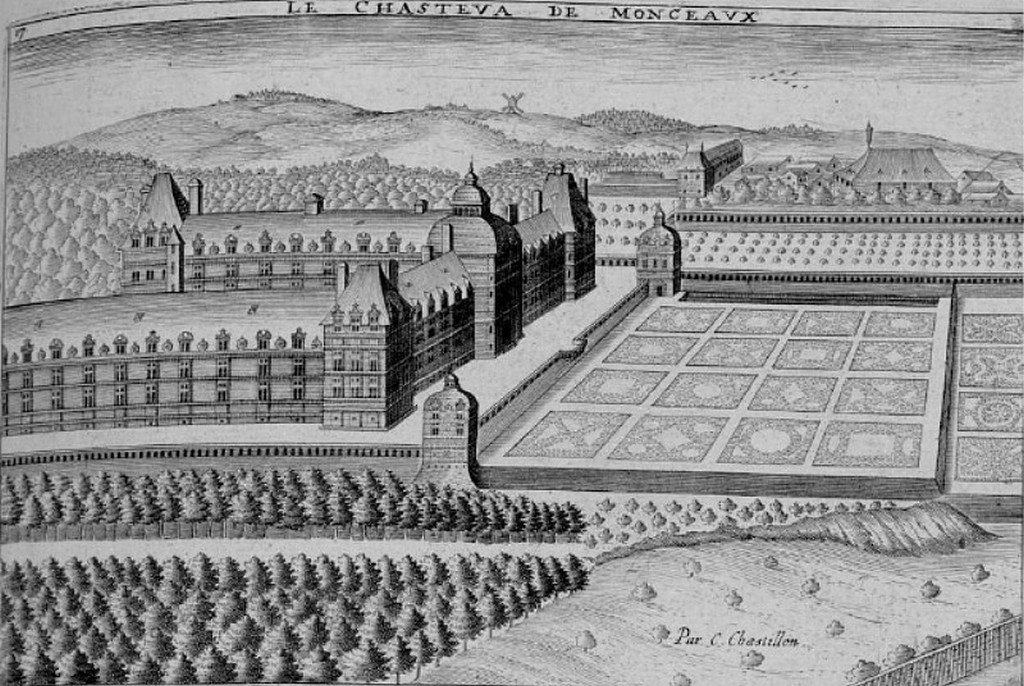
L'ancien Château de Montceaux à Montceaux-lès-Meaux
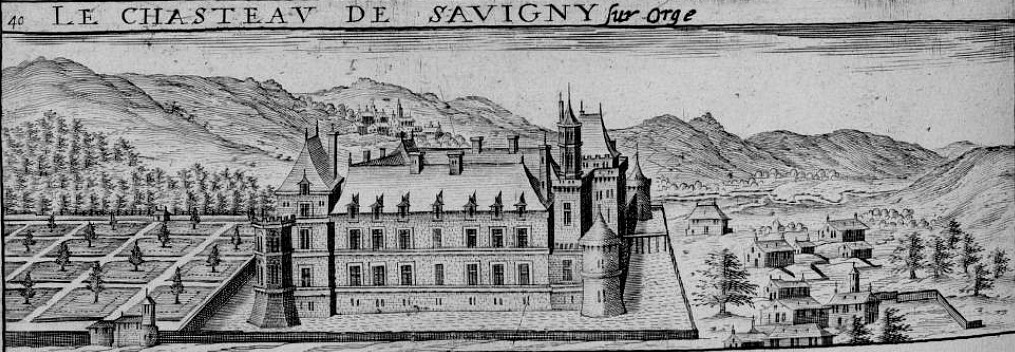
Le château de Savigny-sur-Orge
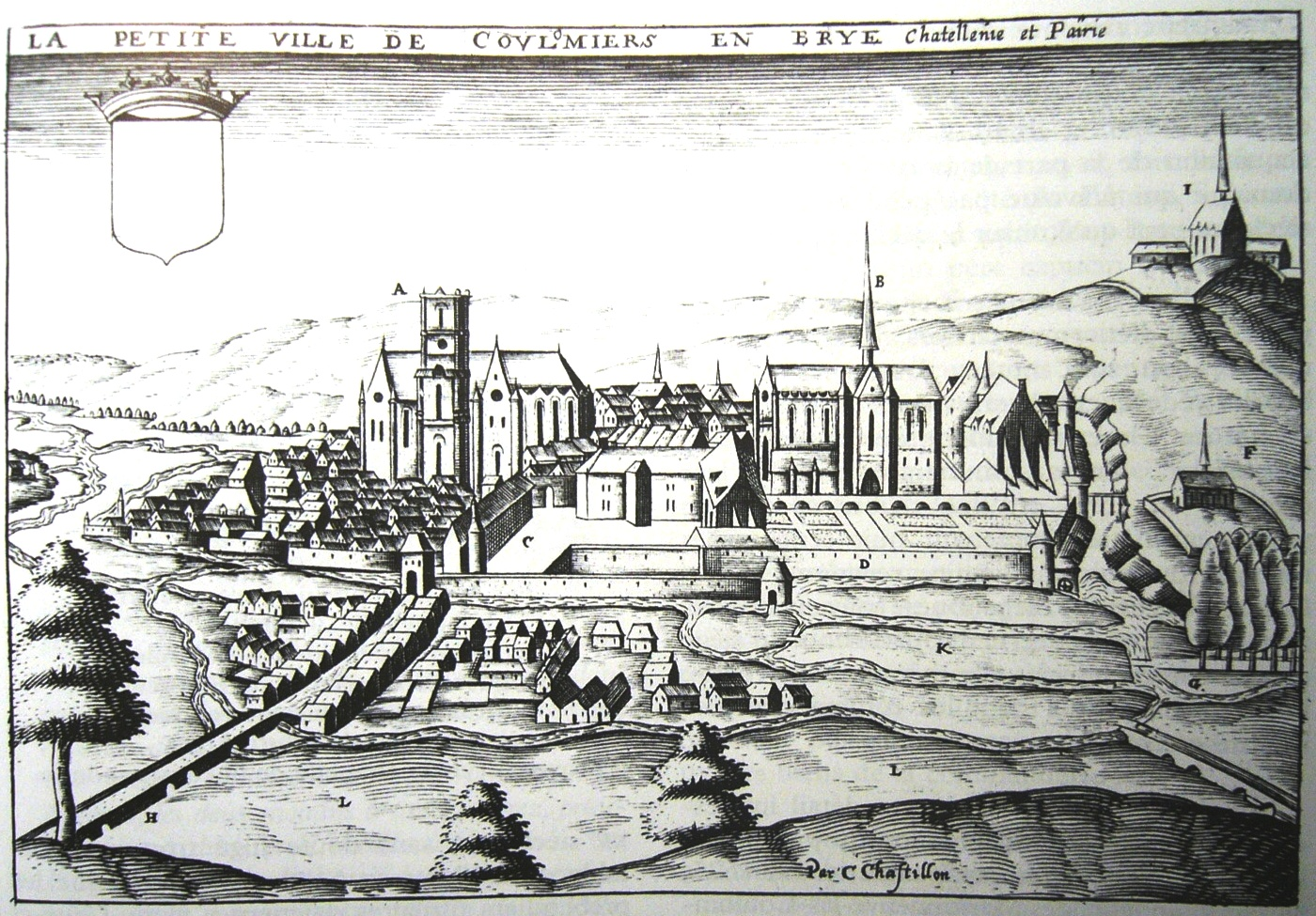
La ville de Coulommiers en Brie - 1600
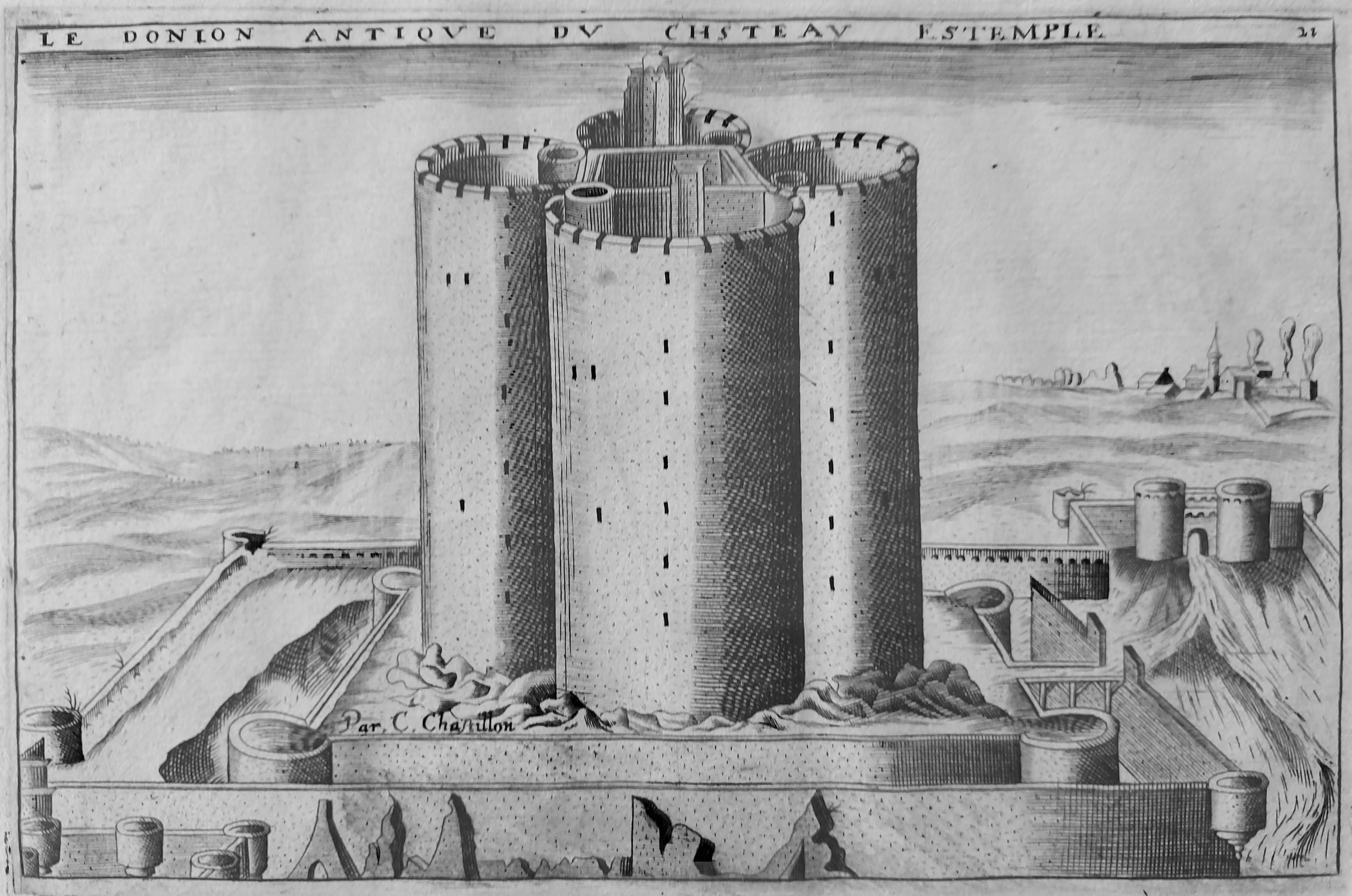
Donjon du château d'Étampes - 1610
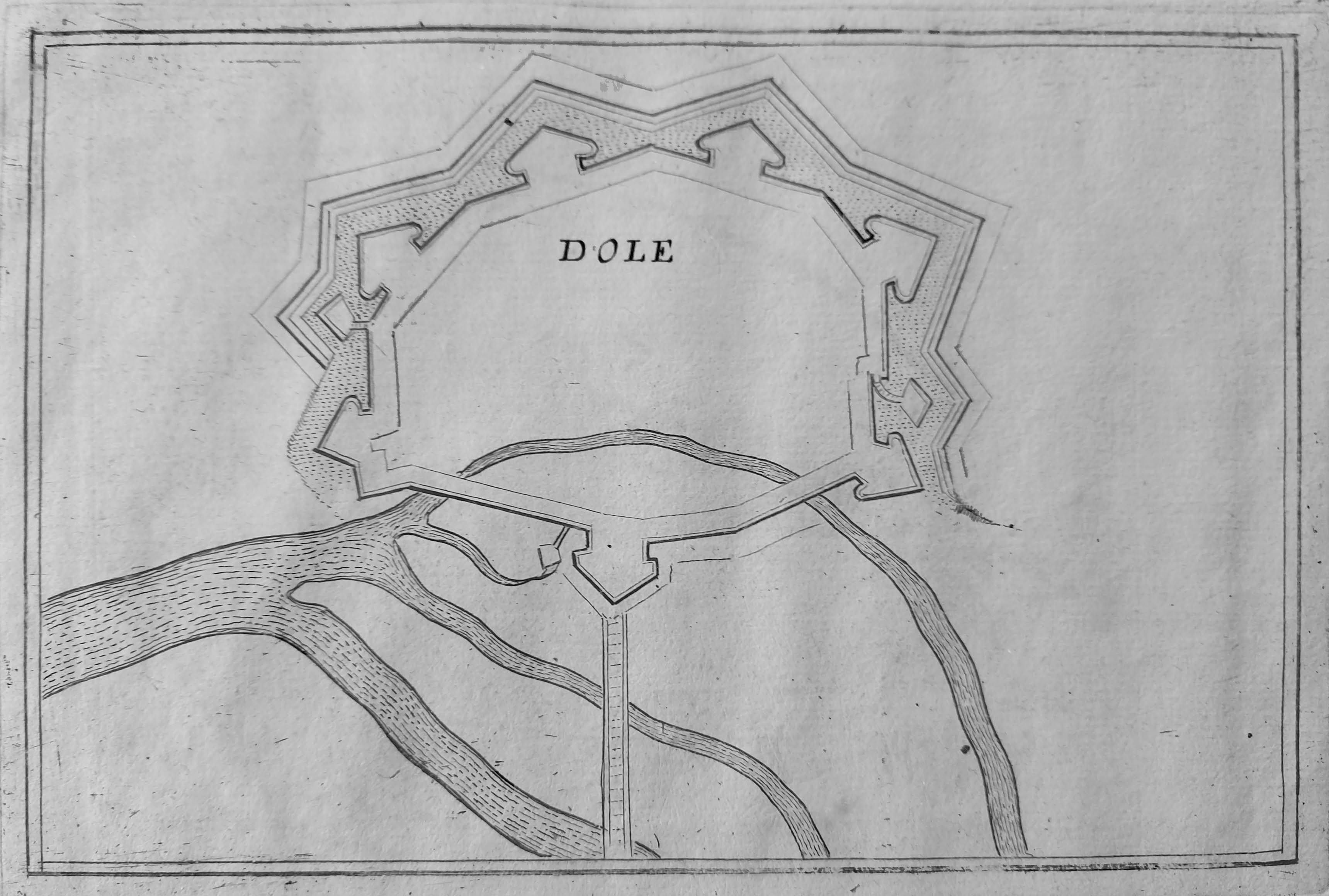
Plan des fortifications de Dole (Jura), attribuable à C. Chastillon